# Curaco de Vélez
Curaco de Vélez est une commune du Chili de la Province de Chiloé, elle-même située dans la Région des Lacs. La commune est située sur l'île Quinchao qui fait partie de l'archipel de Chiloé. En 2012, la population de la commune s'élevait à 3 584 habitants. La superficie de la commune est de 80 km2 (densité de 45 hab./km²),.

## Situation
La commune de Curaco de Vélez occupe la moitié nord de l'île Quinchao deuxième île par la taille de l'archipel de Chiloé. Celui-ci est située dans la mer intérieure (plus précisément dans le golfe d'Ancud) entre l'Isla Grande de Chiloé et le continent. La partie méridionale de l' île Quinchao fait partie de la commune de Quinchao. Curaco de Vélez est située à 1 033 kilomètres à vol d'oiseau au sud de la capitale Santiago et à 121 kilomètres au sud-sud-ouest de Puerto Montt capitale de la Région des Lacs.

## Historique
Les premiers colons espagnols sont arrivés dans l'île en 1626 et l'agglomération est créée en 1660.

## Économie
Les habitants de l'ile vivent de l'agriculture (pommes de terre, verges, blé) de la pisciculture, de l'élevage et de la collecte des moules, huitres et ormeaux.

Position de Curaco de Vélez (en rouge) au sein de la Région des Lacs.